# 西岡慶子
西岡 慶子（にしおか けいこ、1937年8月31日 - ）は、日本の女優、声優。本名は菊地 慶子（きくち けいこ）。身長153cm。血液型はB型。大阪府大阪市出身。父は俳優の曾我廼家五郎八。

## 来歴・人物
幼い頃、曾我廼家五郎の弟子（最晩年の弟子）となって、曾我廼家八百子を名乗る（曾我廼家ちょろ子を名乗っていた時期もある）。
父の所属する曾我廼家五郎八劇団に入り、子役として舞台に立つ。
1949年から1958年に松竹新喜劇に所属。
1960年頃には吉本ヴァラエティ（現在の吉本新喜劇）に出演しており、横山エンタツ、花菱アチャコ、笑福亭松之助、白木みのるらと共演。
1983年の退団後、花登筐の笑いの王国を経て、1988年に東京へ仕事の場を移し、フリーとなる。
帝劇、芸術座などでも活動した。
1963年に花紀京と結婚したが、離婚。その後、一般人男性と再婚した。
1970年には父と『ザ・ガードマン』に出演しており、勤務先の海苔屋の乗っ取りを企てる吉村親子役を見事に演じた。

## 出演作品

### 映画
- 泣き笑い日本晴れ（1958年）
- 貸間あり（1959年）
- 伴淳の おじいちゃん（1959年）
- 伴淳・アチャコのおやじ教育（1959年）
- お夏捕物帖 月夜に消えた女（1959年）
- 愛情不動（1959年）
- かた破り道中記（1959年）
- 浮気のすすめ 女の裏窓（1960年）
- 新・二等兵物語 敵中横断の巻（1960年）
- 番頭はんと丁稚どん（1960年）
- 唄祭ロマンス道中（1960年）
- 秀才はんと鈍才どん（1961年）
- 続々番頭はんと丁稚どん（1961年）
- 続々々番頭はんと丁稚どん チャンポン旅行（1962年）
- 喜劇 駅前温泉（1962年）
- 泣いて笑った花嫁（1962年）
- 殺陣師段平（1962年）
- 悪名市場（1963年）
- 暁の合唱（1963年）
- 僕はボディガード（1964年）
- 宿無し犬（1964年）
- くノ一化粧（1964年、東映）
- スチャラカ社員（1966年）
- 喜劇 東京の田舎ッペ（1967年）
- とむらい師たち（1968年）
- 空想天国（1968年）
- 謝国権「愛」より （秘）性と生活（1969年、東映）
- 夜の歌謡シリーズ 長崎ブルース（1969年）
- 関東おんなド根性（1969年）
- 経験 （1970年）
- 舞妓はんだよ全員集合!!（1972年）
- 大事件だよ全員集合!!（1973年）
- TATTOO＜刺青＞あり（1982年）
- 潤の街（1989年）

### テレビドラマ
- スチャラカ社員（1961年、ABC）
- てなもんや三度笠（1962年 - 1968年、ABC）
- 時間ですよ（1965年、TBS）
- 素浪人 月影兵庫 第1シリーズ 第12話「赤い渦が捲いていた」（1966年、NET） - おきみ
- フジ三太郎 第30話「サボテン山に進路をとれ」（1968年、TBS）
- オレとシャム猫（1969年、TBS）
- 見合い恋愛 第9話（1969年、NTV）
- ザ・ガードマン （TBS）
  - 第160話「帰って来た偽ガードマン」（1968年）
  - 第265話「離婚孤児争奪戦」（1970年）※父・曾我廼家五郎八と親子役で共演
- 人形佐七捕物帳 第5話「折れた扇子」（1971年、NET / 東宝） - かえで
- 天下御免（1971年、NHK）
- 一心太助 第17話「この子誰の子」（1972年、CX / 国際放映） - お浜
- キイハンター 第218話「ブラジル農協ギャング捕物帳」（1972年、TBS）
- 銭形平次 （CX）
  - 第321話「お島の死」（1972年） - お福
  - 第493話「甘い凶器を追え」（1975年） - お松
- パパと呼ばないで 第35話「とんだ情操教育」（1973年、NTV） - 花藤羽衣
- 雑居時代 第11話「愛に充ちた家庭とは」（1973年、NTV） - 高野邦子
- ニセモノご両親（1974年、TBS）
- 水もれ甲介 第2話「ドラムは捨てたんだ」（1974年、NTV） - 小宮の妻
- 伝七捕物帳（NTV）
  - 第46話「罠にかかった火あそび」（1974年） - おとめ
  - 第122話「男一匹 かわら版」（1976年） - お加代
- 大岡越前（TBS・C.A.L）
  - 第4部 第23話「持った病の人助け」（1975年3月10日） - お勢
  - 第7部 第3話「相合傘の女」（1983年5月2日） - おかん
  - 第8部 第17話「らくだが死んだ」（1984年11月12日） - おしの
- 水戸黄門（TBS・C.A.L）
  - 第1部 第23話「初春･役者騒動記 -高山-」（1970年1月5日） - すずめ
  - 第6部 第29話「黄門さまの頑固くらべ -木更津-」（1975年10月13日） - お時
  - 第20部 第18話「密命帯びた用心棒 -嬉野-」（1991年3月31日）
- 日本名作怪談劇場 第7話「怪談 玉菊燈籠」（1979年、12ch）- おかん
- 銀河テレビ小説（NHK）
  - もず（1980年） - おてる 役
- 男!あばれはっちゃく（1980年、ANB）
- 桃太郎侍 第191話「人情まわり舞台」（1980年、NTV）
- 続・ぬかるみの女 （たね、1981年、東海テレビ放送）
- 気になる天使たち（1981年、CX / 東宝）
- 火曜サスペンス劇場 （NTV）
  - 影なき殺意（1982年）
  - 女監察医・室生亜季子(3)瀬戸内竹原殺人行（1987年）
- 木曜ゴールデンドラマ（YTV）
  - 愛と殺意が裁かれるとき（1984年）
  - 幸せ、買いませんか（1991年）
- 朝の連続テレビ小説 （NHK）
  - 純ちゃんの応援歌（1988年） - 寺内ぬひ
  - 芋たこなんきん（2006年 - 2007年） - 近藤ヌイ
  - だんだん（2008年 - 2009年） - 薮田房子
- 鬼平犯科帳（CX / 松竹）
  - 第1シリーズ 第20話「山吹屋お勝」（1990年） - お才
  - 第5シリーズ 第6話「白根の万左衛門」（1994年） - お沢
- ええにょぼ（1993年、NHK）
- 渡る世間は鬼ばかり 第3シリーズ（1996 - 1997年、TBS） - トミ
- おばあちゃま、壊れちゃったの? 第2話「今夜も笑いと涙の感動秘話」（2000年、ANB）
- 菜の花の沖（1993年、NHK）
- 土曜時代劇 浪花の華〜緒方洪庵事件帳〜 第7話 （2009年2月、NHK） - 女将

### テレビアニメ
- ダメおやじ（1974年、東京12チャンネル） - 雨野冬子（二代目）

### 舞台
- 桂春団治
- 夫婦善哉
- 女の居場所
- 天神橋
- 新・近松心中物語 〜それは恋〜
- 喜劇百年七夕名作喜劇まつり
- アホは、アホなりに
- 笑う門には福来たる

（2014年11月　博多座）
（2014年12月 新橋演舞場）

### その他のテレビ番組
- 土曜スペシャル（テレビ東京） - 2008年5月17日